# Tomáš Zdechovský
Tomáš Zdechovský (Havlíčkův Brod, 2 novembre 1979) è un poeta, fotografo, scrittore politico e analista dei media ceco.

## Attività politica
Dal 2014 è membro del Parlamento europeo per l'KDU-ČSL. Dal 2014 al 2019 è stato membro del comitato de Commissione per il controllo dei bilanci (CONT), Commissione per le libertà civili, la giustizia e gli affari interni (LIBE) e Delegazione per le relazioni con la Repubblica popolare cinese (D-CN).
È stato rieletto nel maggio 2019 e da luglio ne è stato membro de Commissione per il controllo dei bilanci (CONT) e de Commissione per l'occupazione e gli affari sociali (EMPL). È anche membro sostituto Commissione per le libertà civili, la giustizia e gli affari interni (LIBE).
Il 2 dicembre 2019 ha annunciato l'intenzione di candidarsi alla presidenza di KDU-ČSL. Tuttavia, durante una conferenza sul partito, annunciò che aveva deciso di ritirare la sua candidatura e invece corse per il vice presidente del partito e alla fine fu eletto.

## Biografia
Si è laureato in assistente pastorale sociale e tutoraggio presso l'Università della Boemia meridionale in České Budějovice. Anche studiato Scienze della Comunicazione presso Università di Masaryk in Brno. Ha conseguito anche una laurea in comunicazione politica presso la Università Pontificia Salesiana.
Nel 2004 ha fondato l'agenzia di PR Commservis.com ed è stato il direttore fino sua elezione al Parlamento europeo.